# 延军农场
延军农场是位于中华人民共和国黑龙江省鹤岗市萝北县的一个国有农场，隶属于黑龙江省农垦宝泉岭管理局。所辖区域列为萝北县的一个类似乡级单位。
延军农场地处小兴安岭东端的半山区，东临黑龙江与俄罗斯隔江相望，西至黑龙江水系鸭蛋河上游为界，与萝北县云山镇相邻，南与共青农场接壤，北与太平沟乡兴东村毗邻。总面积600平方公里。

## 行政区划
延军农场下辖以下单位：
延军场直社区、延军农场第一管理区和延军农场第二管理区。